# Alcibiades II
De Alcibiades II is een op naam van Plato overgeleverde dialoog, die tot onderwerp het gebed heeft. Vrijwel unaniem gaat men er tegenwoordig van uit dat Plato niet de auteur is van dit werk.

## Deelnemers aan het gesprek
Er zijn slechts twee sprekers: Socrates en Alcibiades

## Inhoud
Socrates ontmoet Alcibiades op het moment dat deze gaat bidden. Er ontspint zich een gesprek waarin Socrates benadrukt dat men goed moet nadenken over hetgeen van men van de goden wil vragen. Veelal vraagt men dingen die later tot ongeluk blijken te leiden. Socrates noemt het voorbeeld van Oedipus, die gebeden zou hebben dat zijn kinderen zijn erfenis met het zwaard in de hand zouden verdelen. Alcibiades antwoordt hierop dat Oedipus buiten zinnen was, en niet als normaal voorbeeld mag dienen. Dan gaat het gesprek over op het verschil tussen wijzen en dwazen. Voor hen die niet weten wat goed (voor zichzelf) is geldt dat ze soms maar beter bepaalde zaken niet kunnen weten. Stel dat Alcibiades Pericles zou willen doden, dan zou het beter zijn als hij op het betreffende moment Pericles niet zou (her)kennen. Hoe dan ook, Alcibiades doet er maar beter aan zijn gebed uit te stellen totdat hij weet wat en hoe hij moet bidden.

## Externe links

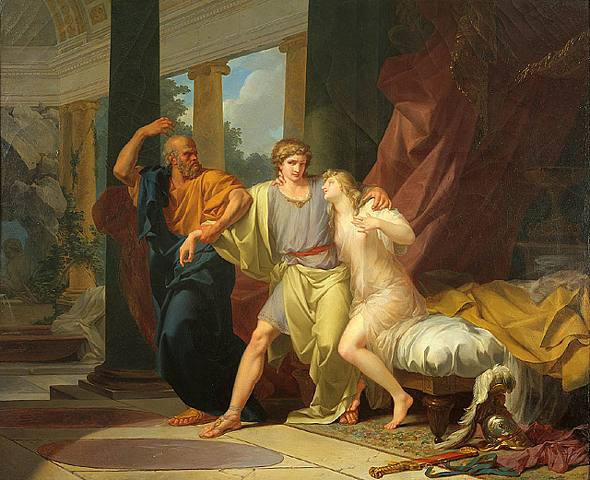
Jean-Baptiste Regnault (1791): Socrates ontrukt Alcibiades aan de armen van de Wellust.